# Melisa Sözen
Ayse Melisa Sözen (n. 6 iulie 1985, Istanbul, Turcia), profesional cunoscută ca Melisa Sözen, este o actriță turcă de film.

## Filmografie
- Bana Șans Dile - 2001
- Içerideki - 2002
- Okul - 2004
- Cenneti Beklerken - 2006
- Eve giden yol 1914 - 2006
- Kabuslar evi - Seni beklerken - 2006
- Av Mevsimi - 2011
- Pazarları Hiç Sevmem - 2012
- Winter Sleep (Kıș Uykusu) - 2014